# Карнашевский, Антоний
Антоний Карнашевский (пол. Antoni Karnaszewski; 17 января 1886, Боцьки, ныне Подляское воеводство — 5 августа 1958, Варшава) — польский органист и хоровой дирижёр.
В 1906 году окончил органный класс школы Варшавского музыкального общества, затем совершенствовал своё мастерство в Регенсбурге. В межвоенные годы был органистом различных варшавских церквей; в 1926 году о Карнашевском, тогда органисте Собора Святого Иоанна Крестителя, говорилось, что он единственный варшавский органист-виртуоз, концертирующий с Филармоническим оркестром. С 1937 года органист Собора Святого Спасителя. С 1945 года и до конца жизни дирижёр смешанного хора Певческого товарищества «Лютня». В 1920 году исполнил премьеру Фантазии фа минор Константина Горского.
Похоронен в Аллее знаменитых поляков кладбища Повонзки.